# Filettino

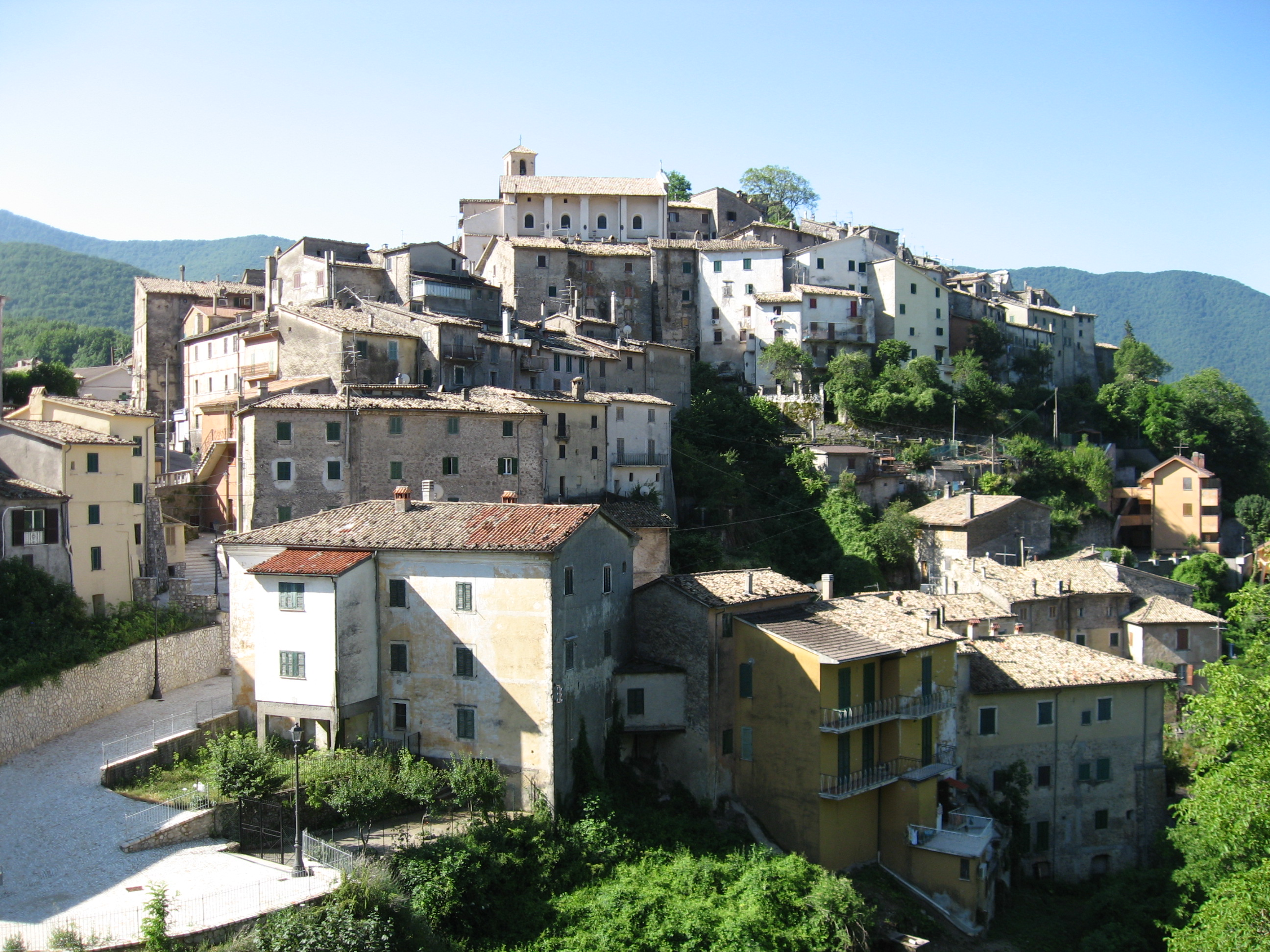
Filettino

Filettino is een gemeente in de Italiaanse provincie Frosinone (regio Latium) en telt 554 inwoners (2011). De oppervlakte bedraagt 77,5 km², de bevolkingsdichtheid is 7 inwoners per km².

## Geografie
De gemeente ligt op ongeveer 1063 m boven zeeniveau.
Filettino grenst aan de volgende gemeenten: Canistro (AQ), Capistrello (AQ), Cappadocia (AQ), Castellafiume (AQ), Civitella Roveto (AQ), Guarcino, Morino (AQ), Trevi nel Lazio, Vallepietra (RM).

## Demografie
Filettino telt ongeveer 254 huishoudens. Het aantal inwoners daalde in de periode 1991-2001 met 10,4% volgens cijfers uit de tienjaarlijkse volkstellingen van ISTAT.
| Jaar | Inwoneraantal |
| ---- | ------------- |
| 1991 | 614           |
| 2001 | 550           |

## Onafhankelijkheid
In het kader van bezuinigingsplannen van de regering-Berlusconi uit 2011 zou Filettino, zoals alle Italiaanse gemeenten met minder dan 1000 inwoners, moeten fuseren met een grotere gemeente, in casu Trevi nel Lazio, waarvan het centrum acht kilometer van dat van Filettino verwijderd ligt. De gemeente is echter faliekant tegen dit plan en verklaarde in september 2011 haar "onafhankelijkheid", waarbij burgemeester Luca Sellari zichzelf tot interimprins uitriep. Dit verhaal kwam in de media als een luchtig fait divers, maar de burgemeester en de inwoners hebben dit plan naar eigen zeggen in alle ernst opgezet, en Filettino heeft al een eigen munt uitgebracht, de fiorito, die geen officieel betaalmiddel is maar wel in lokale winkels wordt gebruikt.